# Robert Prosinečki
Robert Prosinečki, född 12 januari 1969 i Schwenningen i Västtyskland, är en kroatisk fotbollstränare och tidigare jugoslavisk/kroatisk fotbollsspelare.

## Karriären
Robert Prosinečki föddes i Västtyskland som son till jugoslaviska gastarbeiter men flyttade till Jugoslavien i tidig ålder. Hans far är kroat och hans mor är serb. Han påbörjade sin karriär i Dinamo Zagreb, varifrån han blev bortskickad av tränaren Miroslav Blažević, som sade att om Prosinečki någonsin blir en riktig fotbollsspelare skulle han äta upp sitt diplom.
Ironiskt nog utvecklades Prosinečki till att bli en av Jugoslaviens mest talangfulla spelare. Efter Dinamo Zagreb flyttade han till Röda stjärnan Belgrad, där han blev en stor mittfältare under tränarna Dragoslav Šekularac och Ljupko Petrović och vann europeiska cupen 1991.
Efter Europacupfinalen värvades han av Real Madrid där han spelade tre säsonger. Prosineckis tid i den spanska storklubben kantades av många skador och den stora ärkerivalen Barcelona var Spaniens mest dominerade lag då. Prosinecki blev av många utnämnd till syndabock för de dåliga insatserna och uteblivna resultaten. Han lånades därför till slut ut en säsong till Real Oviedo. 1995 värvades han till FC Barcelona (utan några större protester från Madrid-fans och ledare) på uttrycklig önskan Barcelonas tränare Johan Cruyff, där han återigen misslyckades på grund av många skadeproblem. Efter en säsong i Barcelona gick han över till Sevilla FC där han stannade i en säsong.
Under säsongen 1997/98 återvände han till Kroatien, och skrev på för Dinamo Zagreb på en avgift för 2,5 miljoner euro, vilket är högsta övergångssumman som betalats i klubbens historia. Under sin andra sejour hos Dinamo Zagreb från 1997 till 2000 var Prosinečki Dinamos lagkapten och ledde klubben till tre Prva HNL-titlar, en kroatiska Cup-titel och två framträdanden i Champions League-gruppspelet, som är en av de största framgångarna för klubben. På 50 ligamatcher gjorde han 14 mål.
Efterföljande år spelade han för NK Hrvatski Dragovoljac, Standard Liège, Portsmouth FC, Olimpija Ljubljana och NK Zagreb tills spelarkarriären tog slut 2004. Prosinečki ses fortfarande som en folkhjälte i Portsmouth trots att han bara spelade en säsong för laget. Dock räddade han dem från nedflyttning säsongen 2001/2002 och det var efter att ha talat med honom som Niko Kranjčar bestämde sig för att skriva på för klubben sommaren 2006.

## Landslaget
Prosinečki spelade sammanlagt 49 matcher för Kroatiens landslag och gjorde tio mål. Han spelade även 15 matcher för Jugoslavien där han gjorde fyra mål. Vid U20-VM i fotboll i Chile 1987 utsågs han till turneringens bäste spelare när Jugoslavien vann guld. Han spelade även för Jugoslavien vid VM 1990 och för Kroatien vid EM 1996, VM 1998 (när man vann brons och Prosinečki gjorde två mål) och VM 2002.
Prosinečki är den ende spelaren i VM-historien som har gjort mål för två olika landslag. Han spelade sammanlagt nio VM-matcher: tre för Jugoslavien och sex för Kroatien.

## Övrigt
- Prosinečki blev ökänd för att ha varit storrökare och det gick rykten om att han rökte fyrtio cigaretter om dagen (två vanliga cigarettpaket).
- Prosinečki ses av många spelare som den störste teknikern som någonsin har spelat för Kroatien, något som även Zvonimir Boban håller med om. Hans dribblingar och hans bollkontroll anses vara av högsta kvalitet.
- 2006 utsågs han till assistent av Kroatiens förbundskapten Slaven Bilić.[1]
- 2007 öppnade han en bar och pizzeria i Zagreb.[2]
- Prosinečki gjorde en gång reklam för Renault i Spanien.

## Fotnoter
1. ↑  ”Croatia back among the big boys” (på engelska). FIFA. 14 november 2006. Arkiverad från originalet den 7 november 2007. https://web.archive.org/web/20071107065554/http://www.fifa.com/worldfootball/news/newsid=107624.html.
2. ↑  Robert Prosinečki otvara lounge bar i pizzeriju na Peščenici (kroatiska)